# Natação artística nos Jogos Pan-Americanos de 2019
As competições da natação artística nos Jogos Pan-Americanos de 2019 em Lima, Peru, foram realizadas de 29 de julho a 31 de julho, no Centro Aquático no cluster da Villa Desportiva Nacional Videna.  A competição foi aberta apenas a mulheres, em dois eventos: dueto e equipes. 
O esporte foi renomeado de nado sincronizado para natação artística em 2017, sendo esta a primeira edição dos Jogos Pan-Americanos sob o novo título. 
O nado artístico é um dos 22 eventos classificatórios para os Jogos Olímpicos de Verão de 2020. Sendo que a equipe vencedora estará classificada para os Jogos Olímpicos como o representante continental das Américas, e isso também ocorre para a categoria dueto. Como a equipe do Canadá venceu as duas categorias, uma nova vaga foi aberto para o segundo colocado no dueto. Nesse caso representado pelo México. 

## Calendário
| Julho/Agosto      | 24 | 25 | 26 | 27 | 28 | 29 | 30 | 31 | 1 | 2 | 3 | 4 | 5 | 6 | 7 | 8 | 9 | 10 | 11 |
| ----------------- | -- | -- | -- | -- | -- | -- | -- | -- | - | - | - | - | - | - | - | - | - | -- | -- |
| Natação artística |    |    |    |    |    |    |    | 2  |   |   |   |   |   |   |   |   |   |    |    |

|  | Dia de competição |  | Dia de final |

## Medalhistas
| Evento           | Ouro | Prata | Bronze |
| ---------------- | --- | --- | --- |
| Dueto detalhes   | Canadá (CAN) Claudia Holzner Jacqueline Simoneau | México (MEX) Nuria Diosdado Joana Jiménez | Estados Unidos (USA) Anita Alvarez Ruby Remati |
| Equipes detalhes | Canadá (CAN) Emily Armstrong Catherine Barrett Andrée-Anne Côté Camille Fiola-Dion Rebecca Harrower Claudia Holzner Audrey Joly Halle Pratt Jacqueline Simoneau | México (MEX) Regina Alférez Teresa Alonso Nuria Diosdado Joana Jiménez Luisa Rodríguez Jessica Sobrino Ana Soto Pamela Toscano Amaya Velázquez | Estados Unidos (USA) Anita Alvarez Paige Areizaga Nicole Goot Hannah Heffernan Daniella Ramirez Ruby Remati Abby Remmers Lindi Schroeder Emma Tchakmakjian |

## Classificação
Um total de 80 nadadoras artísticas se classificaram para competir nos jogos. Como país-sede, o Peru classificou a cota máxima de nove atletas. Outras sete equipes se classificaram por meio de classificatórias sub-continentais (cada uma com nove atletas). Cada uma dessas sete equipes inscreveu um dueto com as atletas que já fazem parte de suas equipes. Além disso, quatro vagas no dueto foram reservadas para os países que não conseguiram se classificar para a competição por equipe. 

## Quadro de medalhas
| Ordem | País               | Medalha de ouro | Medalha de prata | Medalha de bronze |   |
| ----- | ------------------ | --------------- | ---------------- | ----------------- | - |
| 1     | CAN Canadá         | 2               |                  |                   | 2 |
| 2     | MEX México         |                 | 2                |                   | 2 |
| 3     | USA Estados Unidos |                 |                  | 2                 | 2 |
| TOTAL | TOTAL              | 2               | 2                | 2                 | 6 |